# All Points Bulletin
APB: All Points Bulletin (známý i jako APB: Reloaded) je multiplayerová online hra pro Microsoft Windows.

## Popis hry
V herních městech jsou dvě strany: Enforcers (policisté) a Criminals (zločinci). Hráči se mohou připojit k těmto stranám a vytvořit podskupiny (gangy, apod.). Návrh hry vedl David Jones, který se podílí na původní hře Grand Theft Auto a Crackdown, a byla vytvořena firmou Realtime Worlds. Hra byla zrušena 6. června 2010 v Severní Americe, Evropě a ve Spojeném království.
Dne 17. srpna 2010 Realtime Worlds nabídla hru k odprodeji. 16. září 2010 společnost Realtime Worlds oznámila, že servery APB budou brzy vypnuty. Dne 11. listopadu 2010 společnost K2 Network koupila hru APB za 1.5 miliónů liber. O několik dní později, 16. listopadu 2010 K2 Network oznámila, že hra bude obnovena v průběhu první poloviny roku 2011 jako hra k volnému hraní (FREE MMO). Hra byla přejmenována na APB: Reloaded.